# Cratyna compta
Cratyna compta är en tvåvingeart som beskrevs av Werner Mohrig 1999. Cratyna compta ingår i släktet Cratyna och familjen sorgmyggor. Inga underarter finns listade i Catalogue of Life.